# Саборна црква у Бихаћу
Саборна црква у Бихаћу посвећена је Светој Тројици. Представља прву православну богомољу која је у Бихаћу изграђена након рушења старе саборне цркве у Другом свјетском рату. Првобитни бихаћки саборни храм, освећен 1893. године, порушен је на Видовдан 1941. године. Био је први православни храм који је порушен у Независној држави Хрватској. Послијератни период обиљежила је небрига и заборав бихаћке саборне цркве.

## Изградња саборног храма Свете Тројице
До Босанско-херцеговачког устанка (1875—1878) образовни и духовни живот српске заједнице у Бихаћу, одвијао се у оближњем Језеру гдје су се налазиле српска школа и црква. За вријеме устанка, српска школа је била затворена а у цркви су спорадично служене молитве.
Анексијом Босне и Херцеговине, православни Срби их Бихаћа на челу са свештеником Василијем Ковачевићем, затражили су од бихаћког генерала Цаха локацију у граду на коју ће пренијети цркву из Језера. Генерал Цах је одредио земљиште на градском бедему а стара црква из Језера пренијета је у Бихаћ у марту 1879. године. Уз цркву је одмах подигнуто звоно што је изазвало одушевљење у народу с обзиром да је након више вијекова забране у Бихаћу зазвонила црква. Стара црква је порушена приликом радова аустроугарске окупационе власти на преуређењу градског језгра.
Одмах по рушењу старе цркве, Црквена општина Бихаћ добила је земљиште за изградњу саборног храма преко пута мјеста на којем је била стара црква. На празник Свете Тројице 1894. године освећен је камен темељац за изградњу храма.
Црква Свете Тројице је изграђена у византијско-романском стилу са једним кубетом и два звоника. Висина кубета била је 30 m. Црква је била дуга 25 m а широка 15–50 m. Била је једна од најљепших православних цркава на Балкану. Црква је грађена средствима Земаљске владе и помоћу прилога Срба из цијеле Босне и Херцеговине. Једна од особености које се везују за изградњу бихаћког храма је околност да је главни неимар био млади српски инжињер С. Мирковић. Млади неимар је веома успјешно извео унутрашњост цркве, будући да је пројекат цркве Свете Тројице урађен од стране аустро-угарских архитеката којима су правила православног градитељства била непозната.
Храм Свете Тројице у Бихаћу осветио је митрополит дабробосански Николај Мандић, 28. јула 1898. године.

## Трагична судбина старе саборне цркве
Страдање православног народа у Другом свјетском рату на подручју Бихаћа није заобишло страдање најзначајнијих православних цркава. Међу њима је била велелијепна црква Свете Тројице у Бихаћу.
Одмах по успостављању Независне државе Хрватске усташке власти су 1941. године издале и спровеле наредбу да се до темеља поруши бихаћка православна црква. Минирање храма је спроведено на Видовдан 1941. године а од силине детонације попуцали су прозори на већини кућа у граду. Камен порушене православне цркве, искориштен је за доградњу римокатоличке цркве и звоника. Заједно са храмом уништено је и седиште бихаћке епархије које је касније премештено у градић Петровац. У Бихаћу је побијено преко 15 000 Срба а сва српска села су била спаљена до темеља.
Земљиште на којем се налазио предратни православни храм, општинска власт одузела је 1959. године и ту је саграђена зграда општине Бихаћ. Послије рушења цркве, Бихаћ је остао без пароха дуги низ година.
Први стални бихаћки парох након рушења цркве био је прото Гојко Ковачевић. Он је служио у капели оформљеној у приватној кући једног побожног бихаћког Србина. Роковник у којем је свештеник водио податке о умрлима, вјенчанима, крштенима изгубљен је, па најстарије парохијске књиге датирају тек из 1975. године.
Током сукоба у бившој СФРЈ град Бихаћ је потпуно етнички очишћен од Срба а сва српска села су поново до темеља попаљена и читаво подручје данас припада Федерацији Босне и Херцеговине.

## Изградња новог храма
Изградња новог храма Свете Тројице отпочела је 1987. године у насељу Језеро. Грађански рат у Босни и Херцеговини онемогућио је завршетак радова на бихаћкој православној цркви. У току ратних дејстава објекат није значајније оштећен. Након завршетка рата изградња је настављена 2012. године. Грађевински радови извођени су уз велику помоћ становника Републике Српске и власти Унско-санског кантона. У 2013. години храм је покривен, урађена је фасада, црква је изнутра омалтерисана, урађени су подови од гранита. До 2016. године, постављено је звоно и урађен иконостас.

## Прва литургија
Прву литургију у Саборној цркви Свете Тројице служио је владика бихаћко-петровачки Хризостом, 10. новембра 2012. године на празник Светог Арсенија Сремца. Прва литургија служена је након седам деценија од рушења храма.

## Галерија
- Саборна црква у Бихаћу
- Саборна црква у Бихаћу
- Саборна црква у Бихаћу